# Astraia

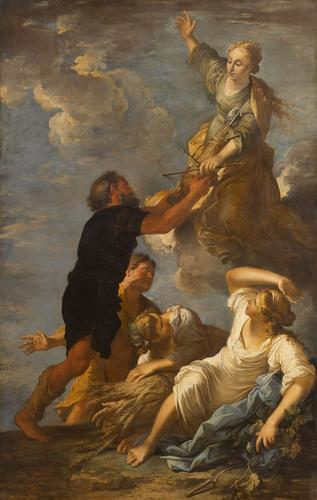
Astrea, the virgin goddess of Innocence and purity, av Salvator Rosa.

Astraia (grekiska Аστραια, latin Astraea) är i grekisk mytologi "stjärnjungfrun" som förvandlades till stjärnbilden Jungfrun.
I den grekiska mytologin var hon dotter till Eos och Astraios. När människornas ondska tilltog i slutet av guldåldern var Astraia den sista odödliga som lämnade jorden. Hon uppsteg till himlen där hon blev en stjärnbild. Rättvisans vågskål som hon höll i sina händer blev den närliggande stjärnbilden Vågen. Astraia var senare rättvisans gudinna Dikes binamn; de två förväxlas ibland med varandra.